# Gualter Pereira Monteiro
Gualter Pereira Monteiro é um jornalista e político brasileiro do estado de Minas Gerais.
Gualter Pereira foi vereador no município de Congonhas na 8ª legislatura (1973-1976), sendo vice-presidente da Mesa Diretora no exercício de 1975. Gualter foi prefeito da mesma cidade por três mandatos alternados: de 1983 a 1988, de 1993 a 1996 e de 2001 a 2004
Foi também deputado estadual em Minas Gerais durante a 12ª legislatura (1991 a 1992) sendo eleito pelo PL.